# Václav Renč
Václav Renč (Vodochody, 28 de novembro de 1911 – Bruno, 30 de abril de 1973) foi um poeta, dramaturgo e tradutor checo. Como outros escritores ruralistas católicos, seus temas incluíam Deus, tradições e o campo. Formou-se na Faculdade de Filosofia da Universidade Carolina, em Praga, em 1936. Ele editou a revista Rozhledy po literatuře, juntamente com František Halas (entre 1933 e 1936). Depois trabalhou como editor em várias revistas (Akord, Obnova e Řád), mais tarde como editor de publicações. Foi também dramaturgo no teatro Olomouc (1945 – 1948) e no teatro Zemské divadlo em Bruno, em 1947.
Após o golpe comunista de 1948 na Checoslováquia, ele e outros escritores católicos foram odiados pelo regime. Em 1951, Renč foi preso e em 1952 foi condenado a 25 anos de prisão sem qualquer prova. Foi libertado em 1962, reabilitado em 1968, voltando a trabalhar como dramaturgo na Olomouc em 1969.